# Monte Homa
Monte Homa es una montaña situada en el oeste de Kenia. Forma una península amplia sobre la costa sur del Golfo Winam, una extensión del lago Victoria. Esta península define la bahía de Homa y la cima de la montaña está a unos 20 kilómetros al norte de la ciudad del mismo nombre.
En el idioma Luo, Got Uma o God Marahuma  significa "montaña famosa".
La montaña está formada por lava de carbonatita y data de la época del Mioceno al Pleistoceno. Junto con el activo Ol Doinyo Lengai, es uno de los muy pocos volcanes de carbonatita en el mundo.